# Epropetes variabile
Epropetes variabile är en skalbaggsart som beskrevs av Martins och Maria Helena M. Galileo 2005. Epropetes variabile ingår i släktet Epropetes och familjen långhorningar. Inga underarter finns listade i Catalogue of Life.